# Comuna Iarke Pole, Kirovske
Iarke Pole (în ucraineană Ярке Поле) este o comună în raionul Kirovske, Republica Autonomă Crimeea, Ucraina, formată din satele Iarke Pole (reședința), Krasnosilske, Novofedorivka, Orihivka, Sofiivka și Trudoliubivka.

## Demografie
Componența lingvistică a comunei Iarke Pole
     Rusă (60,66%)
     Tătară crimeeană (26,29%)
     Ucraineană (8,27%)
     Alte limbi (0,88%)
Conform recensământului din 2001, majoritatea populației comunei Iarke Pole era vorbitoare de rusă (60,66%), existând în minoritate și vorbitori de tătară crimeeană (26,29%) și ucraineană (8,27%).